# Sapekhburto K'lubi Chikhura Sachkhere 2014-2015
Questa voce raccoglie le informazioni riguardanti il Sapekhburto K'lubi Chikhura Sachkhere nelle competizioni ufficiali della stagione 2014-2015.

## Stagione
Nella stagione 2014-2015 il Chikhura Sachkhere ha disputato la Umaglesi Liga, massima serie del campionato georgiano di calcio, terminando il torneo al quinto posto con 46 punti conquistati in 30 giornate, frutto di 13 vittorie, 7 pareggi e 10 sconfitte. In Sakartvelos tasi è sceso in campo sin dal primo turno, raggiungendo le semifinali del torneo dove è stato eliminato dal  Samt'redia.

## Rosa
| N. |                    | Ruolo | Calciatore             |
| -- | ------------------ | ----- | ---------------------- |
| 1  | Georgia (bandiera) | P     | Tornike Zarkua         |
| 4  | Georgia (bandiera) | D     | Teimuraz Ghonghadze    |
| 5  | Georgia (bandiera) | D     | Lasha Tchelidze        |
| 8  | Georgia (bandiera) | C     | Kakhaber Kakashvili    |
| 9  | Georgia (bandiera) | C     | Giuli Manjgaladze      |
| 10 | Georgia (bandiera) | A     | Lasha Kutchukhidze     |
| 11 | Georgia (bandiera) | A     | Tornike Mumladze       |
| 12 | Georgia (bandiera) | D     | Zaza Nadiradze         |
| 15 | Georgia (bandiera) | C     | Giorgi Koripadze       |
| 21 | Georgia (bandiera) | C     | Mikhail Sardalishvili  |
| 22 | Georgia (bandiera) | C     | Giorgi Ganugrava       |
| 23 | Georgia (bandiera) | C     | Aleksandre Ivanishvili |
| 24 | Georgia (bandiera) | D     | Lasha Chikvaidze       |
| 25 | Georgia (bandiera) | P     | Maksime Kvilitaia      |

| N. |                    | Ruolo | Calciatore           |
| -- | ------------------ | ----- | -------------------- |
| 27 | Georgia (bandiera) | C     | Denis Dobrovolski    |
| 37 | Georgia (bandiera) | D     | Shota Kashia         |
| 49 | Georgia (bandiera) | C     | Davit Odikadze       |
| 51 | Georgia (bandiera) | A     | Besik Dekanoidze     |
|    | Georgia (bandiera) | P     | Zurab Mtskerashvili  |
|    | Georgia (bandiera) | D     | Archil Bajelidze     |
|    | Georgia (bandiera) | D     | Giorgi Kimadze       |
|    | Ucraina (bandiera) | D     | Serhij Ljubčak       |
|    | Georgia (bandiera) | C     | Gugua Iakobashvili   |
|    | Georgia (bandiera) | C     | Jambul Jighauri      |
|    | Georgia (bandiera) | C     | Irakli Kamladze      |
|    | Georgia (bandiera) | D     | Temur Nadiradze      |
|    | Georgia (bandiera) | C     | Zviad Sikharulia     |
|    | Ucraina (bandiera) | C     | Jevhen Trojanovs'kyj |

## Statistiche

### Statistiche di squadra
| Competizione     | Punti | In casa | In casa | In casa | In casa | In casa | In casa | In trasferta | In trasferta | In trasferta | In trasferta | In trasferta | In trasferta | Totale | Totale | Totale | Totale | Totale | Totale | DR |
| Competizione     | Punti | G       | V       | N       | P       | Gf      | Gs      | G            | V            | N            | P            | Gf           | Gs           | G      | V      | N      | P      | Gf     | Gs     | DR |
| ---------------- | ----- | ------- | ------- | ------- | ------- | ------- | ------- | ------------ | ------------ | ------------ | ------------ | ------------ | ------------ | ------ | ------ | ------ | ------ | ------ | ------ | -- |
| Umaglesi Liga    | 46    | 15      | 11      | 1       | 3       | 26      | 14      | 15           | 2            | 6            | 7            | 13           | 22           | 30     | 13     | 7      | 10     | 39     | 36     | +3 |
| Sakartvelos tasi | -     | 3       | 1       | 1       | 1       | 3       | 1       | 3            | 1            | 1            | 1            | 1            | 3            | 6      | 2      | 2      | 2      | 4      | 4      | 0  |
| Totale           | -     | 18      | 12      | 2       | 4       | 29      | 15      | 18           | 3            | 7            | 8            | 14           | 25           | 36     | 15     | 9      | 12     | 43     | 40     | +3 |